# شام‌لی (قبله)
شام‌لی (به لاتین: Şamlı) یک منطقه مسکونی در جمهوری آذربایجان است که در شهرستان قبله واقع شده است. شام‌لی ۳۴۵ نفر جمعیت دارد.